# Łabajów (Kopydło)

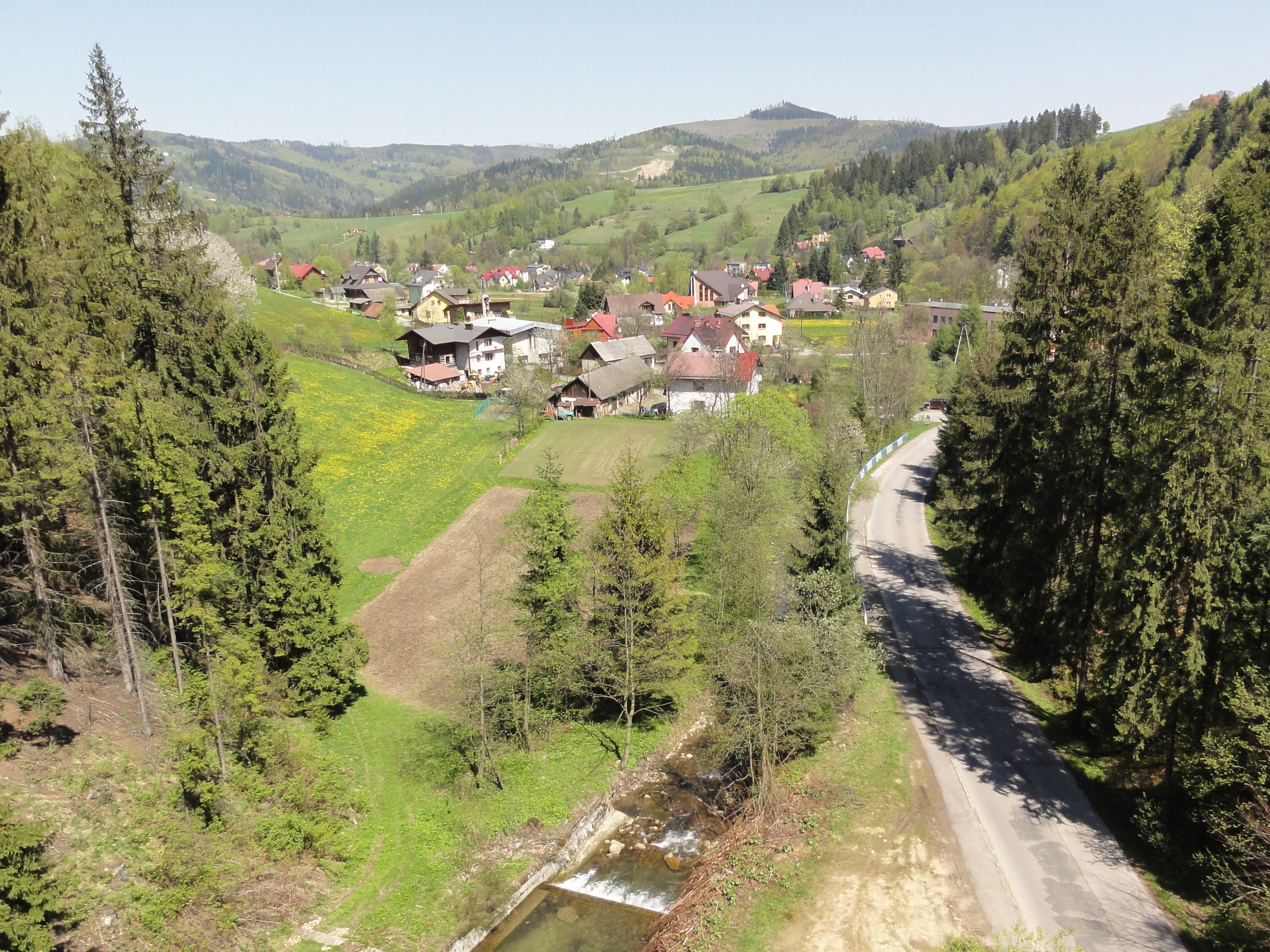
Blick von der Brücke auf den Bach

Die Łabajów ist ein linker Zufluss der Weichsel in den Schlesischen Beskiden von 5,4 Kilometern Länge. Der Fluss entsteht unweit der Gipfel Kiczory, Stożek Mały und Stożek Wielki. Er fließt im Stadtteil Głębce von Wisła mit der Głębiczek zusammen und formt ab hier die Kopydło, einen Nebenfluss der Weichsel.
Entlang des Flusses führt ein markierter Wanderweg von Wisła zur Berghütte Stożek.
Über den Fluss wurde in den 1930er Jahren die Eisenbahnbrücke Głębce errichtet.